# Praye
Praye ist eine französische Gemeinde mit 251 Einwohnern (Stand: 1. Januar 2022) im Département Meurthe-et-Moselle in der Region Grand Est (bis 2015  Lothringen). Sie gehört zum Arrondissement Nancy und zum Kanton Meine au Saintois.

## Geografie

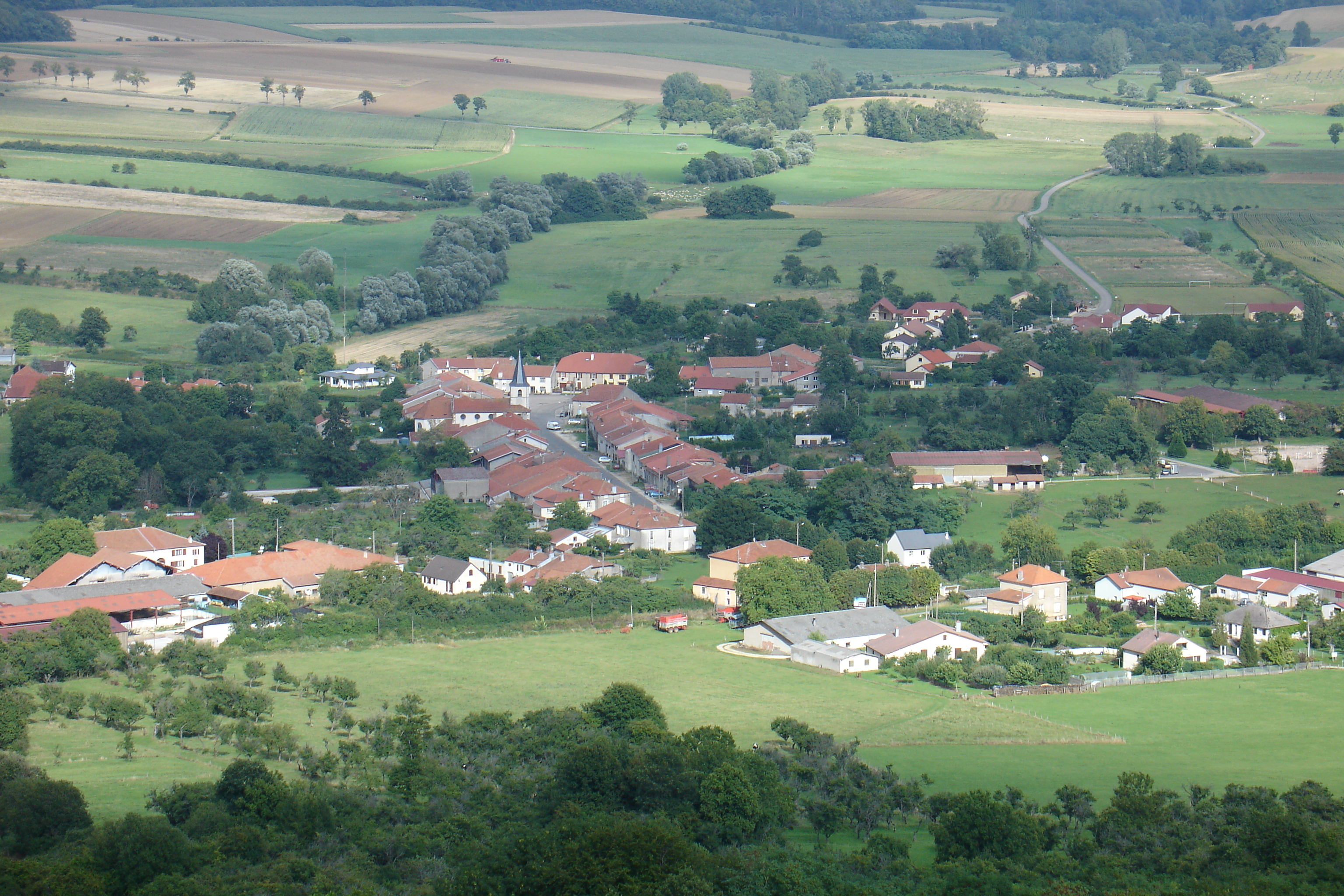
Blick auf Praye

Praye liegt etwa 28 Kilometer südsüdwestlich von Nancy in der Landschaft Saintois. Umgeben wird Praye von den Nachbargemeinden Forcelles-Saint-Gorgon im Norden, Tantonville im Nordosten, Xirocourt im Osten, Saint-Firmin im Osten und Südosten, Housséville im Süden, Saxon-Sion im Südwesten und Westen sowie Chaouilley im Westen.

## Bevölkerungsentwicklung
| Jahr                       | 1962 | 1968 | 1975 | 1982 | 1990 | 1999 | 2006 | 2019 |
| Einwohner                  | 267  | 263  | 247  | 265  | 228  | 212  | 241  | 252  |
| Quellen: Cassini und INSEE |      |      |      |      |      |      |      |      |

## Sehenswürdigkeiten
- Kirche Saint-Gérard, 1888–1889 wieder errichtet

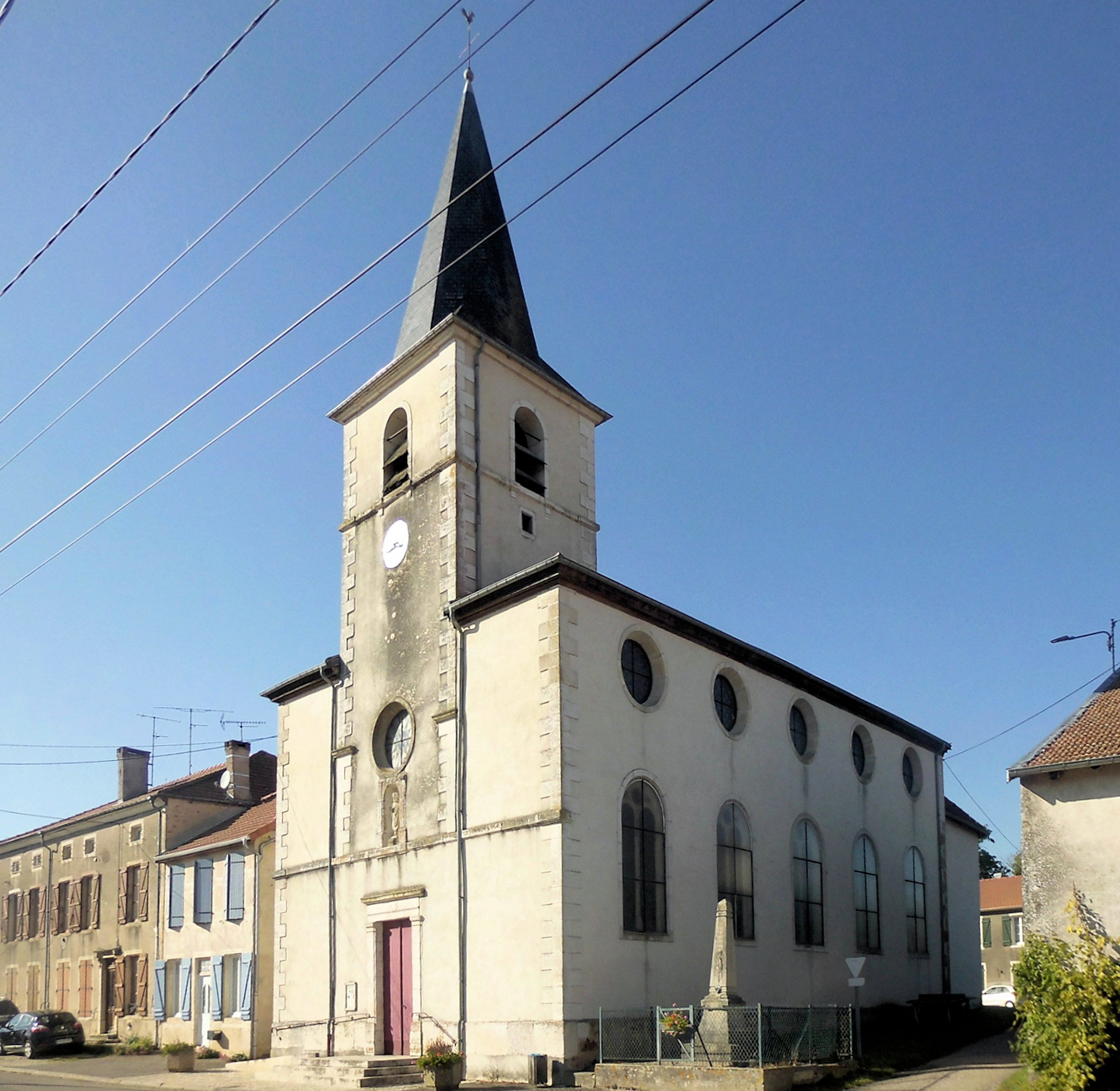
Kirche Saint-Gérard